# Дей-стрит (Манхэттен)
Дей-стрит (англ. Dey Street) — односторонняя улица в Нижнем Манхэттене, Нью-Йорк. Дей-стрит берёт начало от Бродвея и заканчивается на Гринвич-стрит. Участок между Черч- и Гринвич-стрит, проходящий через комплекс ВТЦ, пешеходный. Параллельно улице к югу от неё проходит Кортландт-стрит, к северу — Фултон-стрит.
На участке, где ныне проходит Дей-стрит, располагалась ферма голландского поселенца Дирка Теуниса Дея (нидерл. Dirck Theunis Dey). Он держал мельницу и занимался садоводством. В 1763 году между Джерси-Сити и Нью-Йорком начал ходить паром, и дорога к паромной станции была проложена через ферму Дея. Впоследствии по этой дороге была проложена нынешняя Дей-стрит. В 1872 году на Дей-стрит началось возведение здания Вестерн-Юнион-Телеграф-Билдинг. Высотой 70 метров, на момент постройки в 1875 году оно стало одним из самых высоких в городе. В 1914 году здание было снесено. Высотные здания на Дей-стрит есть и поныне. Среди них — Бродвей, 195, на протяжении длительного времени бывшее штаб-квартирой компаний Western Union и AT&T.
В 2016 году, в рамках реконструкции этого района после терактов 11 сентября, под улицей был открыт пешеходный тоннель, соединяющий два транспортных комплекса. У восточного его конца, на пересечении с Бродвеем, находится пересадочный узел метро Фултон-стрит и открытый в 2014 году Фултон-Сентер — комплекс, совмещающий функции торгового центра и входа на несколько станций метро. У западного, на пересечении с Черч-стрит, — станция Кортландт-стрит, которая была включена в другой пересадочный узел позже, в 2017 году, и далее торгово-транспортный комплекс, спроектированный архитектором Сантьяго Калатравой и открытый в 2016 году.

## Галерея
- Вестерн-Юнион-Телеграф-Билдинг[англ.]
- Фасад здания Бродвей, 195[англ.], выходящий на Дей-стрит
- Вход в пешеходный тоннель и в метро на углу Бродвея